# Hemingford
Hemingford – wieś w Stanach Zjednoczonych, w stanie Nebraska, w hrabstwie Box Butte.